# Scarus dimidiatus
Scarus dimidiatus es una especie de peces de la familia Scaridae en el orden de los Perciformes.

## Morfología
Los machos pueden llegar alcanzar los 40 cm de longitud total.

## Distribución geográfica
Se encuentra desde Indonesia hasta Samoa, las islas Ryukyu y la Gran Barrera de Coral.